# اهالی امارات
اهالی امارات یا اماراتی‌ها مردمانی هستند که شهروندی و تابعیت کشور امارات متحده عربی را دارا هستند. این مردم پیرو دین اسلام و مذهب اهل سنت هستند. نژاد و اصل و نصب آنها از مردم عرب و مردمان ایرانی‌تبار تشکیل شده. زبان آنها عمدتاً زبان عربی است و زبان لارستانی نیز رواج دارد. جمعیت کل اتباع اماراتی ۹۹۰٬۰۰۰ نفر براساس سرشماری سال ۲۰۰۹ بوده است که این میزان، کمتر از ۱۷ درصد کل جمعیت ساکن در کشور امارات را تشکیل می‌دهد.
ریشه و نصب بسیاری از عرب‌های اماراتی، به طایفه بنی یاس برمی‌گردد. لارستانی‌ها (اَچُم‌ها) نیز بخش عمده ای از بومیان امارات را تشکیل داده‌اند و دیگر اقوام ایرانی مانند بلوچ‌ها نیز در میان بومیان حضور دارند و این اقوام و دیگر اعراب از شبه‌جزیره عربستان در طول زمان با هم آمیخته شدند.